# محمد عبد الرحيم تره
محمد عبد الرحيم بن أحمد تِرَّه المحلاوي (1881 - 1931) فقيه مسلم وشاعر وكاتب مصري. ولد ببلدة أبو علي القنطرة في المحلة الكبرى ونشأ بها. حفظ القرآن وقرأ الكتب النحوية والفقهية على والده. ثم التحق بالأزهر سنة 1898 فدرس الفقه على مذهب الشافعي. وبعده عمل مدرّسًا بالمدارس الحكومية. له عدد من الدواوين الشعرية المخطوطة، وأكثر من ثلاثون مؤلفًا في الأدب والفقه والتاريخ، معظمها مخطوط، وأشهر مؤلفاته هو ديوان «زعموا أن»، نظم لحكايات كتاب كليلة ودمنة، و«حديقة الأدب في صناعة إنشاء العرب». توفي في المحلة الكبرى عن 50 عامًا.

## سيرته
ولد محمد عبد الرحيم بن أحمد تِرَّه أو تُرَّه سنة 1299 هـ/ 1881 بمحلة أبو علي القنطرة في المحلة الكبرى، في عائلة متوسطة الحال. حفظ القرآن برواية حفص، وتعلم النحو والفقه على والده، ولم يبلغ الثامنه من العمر. ثم قرأ كتاب الشذور في النحو والخطيب في الفق. 

اشتغل بالتجارة مدة، وفي سنة 1316 هـ/ 1898 م التحق بالأزهر، وألف أثنا دراسته «المستفي في الفقه» على المذاهب الأربعة، وكان ميالًا لتوحيد المذاهب، كارهًا التعصب المذهبي والطائفية، وألف رسالة انتقادية سماها «عمدة الأحكام»، حقق فيها مآخذ في الخلاف بين سلف الأمة، ولكن بعض علماء الأزهر لم يوافقه، «فرموه بالخروج على الدين». وكان أثناء دراسته مشتغلًا بدراسة العلوم الأدبية، ويكتب في الصحف كـ«اللواء»، و«المؤيد»، و«الظاهر». ثم اشتغل بالتدريس في مدرسة توفيق بسمنود، والمدرسة العلوية بنكلا العنب، ومدرسة الأميركان بالمحلة، ثم مدرّسًا بمسجد سيدي محمد الغمري بميت غمر. 

توفي سنة 1350 هـ/ نوفمبر 1931.

## شعره
جاء في معجم البابطين عنه «ديوانه «زعموا أن/ كليلة ودمنة» يدور موضوعه حول كتاب كليلة ودمنة وما تضمنه من قصص حكمية في ثوب شعري. شعره الآخر يتنوع بين نظم سيرة الرسول عليه الصلاة والسلام، والتعبير عن بعض قضايا عصره السياسية مثل ذم الروس ومدح اليابان، وفيه يتكئ على الاقتباس من القرآن الكريم وترصيع قصائده بآيه. قدم لديوانه كبار الشعراء والكتاب، منهم أمير الشعراء أحمد شوقي، وإبراهيم ناجي، ومحمد حسين هيكل، والعقاد، وشاعر القطرين خليل مطران.»

## آثاره
له أكثر من 25 كتابًا مخطوطًا. منها:
- «أساطير الأولين»، تلخيصات لمائة علم
- «أسرار العلم والدين في القرن العشرين»
- «الأدب النسائي»
- «الإسلام والمدنية»
- «الافتخار بنصر أمير المؤمنين على البلغار»
- «الحق والقوة»، رواية
- «المبادئ الأولية في الدروس الدينية»
- «المرأة العصرية»
- «المرأة المظلومة»، رواية
- «النظم البديع في مولد الهادي الشفيع:
- «توفيق الباري في مختصر صحيح البخاري »
- «حديقة الأدب في صناعة إنشاء العرب»
- «زعموا أن»، كليلة ودمنة نظمًا ومصورًا، 1925
- «سحر البيان»،
- «عمدة الأحكام في الطلاق في الإسلام»
- «كشف اللثام عن الطلاق في الإسلام»
- «كفاية المستفتي عند غيبة المفتي»، 1901 [8]
- «مختصر السيرة المحمدية»
- «مطالع الأنوار في مولد النبي المختار»
- «منهاج البيان العربي»